# Anisotome haastii
Anisotome haastii là một loài thực vật có hoa trong họ Hoa tán. Loài này được (F.Muell. ex Hook.f.) Cockayne & Laing mô tả khoa học đầu tiên năm 1910.